# Pedro de Medina
Pedro de Medina (ur. 1493, zm. 1567) – hiszpański podróżnik i królewski kartograf, twórca pierwszego podręcznika do nawigacji.
W roku 1544 opublikował mapę na której jako pierwszy umieścił rzekę Amazonkę odkrytą wcześniej przez Francisco de Orellana, który spłynął nią do oceanu. Mapa przedstawiała również m.in. atlantyckie wybrzeże Ameryki, wraz z ujściem Missisipi, półwyspem Labrador, Florydą, Kubą, Panamą i Brazylią. Na mapie zaznaczona została również linia Traktatu z Tordesillas z 1494. W 1545 roku napisał książkę do nawigacji Arte de navegar wydaną w Valladolid i przetłumaczoną w 1580 roku na język flamandzki. Podręcznik przez kolejne sto lat służył hiszpańskim i portugalskim żeglarzom.
W 1585 roku napisał drugie swoje dzieło Suma de Cosmographia.